# Dragica Krog-Radoš
Dragica Krog-Radoš (Zagreb, 1918. – Burlingame, Kalifornija, 26. svibnja 2015.) je hrvatska kazališna glumica, filantropkinja i subreta.

## Životopis
Rodila se u Zagrebu 1918. godine. U kazalištu je već od pete godine. Prvo je bila u crvenoj udruzi župe sv. Marka Mladi junaci msgr. Rittiga. Nastupila je u Marionetskom teatru na Zrinjevcu. U dvanaestoj godini je na daskama pozornice zagrebačkog HNK kao statistica u dramskim komadima te kao pjevačica u dječjem zboru u operama i operetama.
Njena prva značajnija uloga bila je u Dubrovačkoj trilogiji koju je uprizorio Gavella. Glumila je ulogu Kozice. U rušnici ju je poučavala Marija Ružička-Strozzi.
Dvije je godine pohađala Trgovačku akademiju nakon čega se posvetila kazalištu. Nastupala je u operi i drami. Nezadovoljna statusom, odlučila je glumiti u sarajevskom Narodnom kazalištu. 1938. je otišla u Sarajevo, no odbila je glumiti ondje, jer joj je upravnik Milan Janjušević kao uvjet za potpis ugovora stavio da ona mora prijeći na pravoslavlje. Stoga je otišla u Osijek gdje je glumila u tamošnjem kazalištu. Tijekom drugog svjetskog rata imala je problema zbog održavanja prijateljskih sveza s Židovima, a probleme joj je pravio neki folksdojčerski nacistički kolaborant koji je bio indendant. Prvo ju je suspendirao, a onda ju je spasio preko raznih kanala spasio jedan ugledni Osječanin. Ponovo je otišla u Sarajevo gdje su djelovali Hinko Tomašić i Kalman Mesarić. Nakon nekog vremena vratila se u Zagreb, gdje je glumila na drugoj sceni HNK u Radničkoj komori.
Padom NDH otišla je sa suprugom Franjom u zbjeg. Oboje su preživjeli Bleiburg. Boravila je u izbjegličkom logoru u Lienzu gdje je nastupala u kupletima i skečevima da bi razonodila demoralizirane sumorne sunarodnjake. Potom je ilegalno prešla u Italiju i otišla u Rim, suprug u Argentinu, a uskoro je i ona za njim. Kazališnu karijeru završila je pod tuđim imenom 1948. u Buenos Airesu. U Argentini je ostala još 17 godina. Ondje im se u 14-oj pridružio njihov sin. Nakon toga odselili su u SAD u Kaliforniju. 
U Hrvatsku se vratila tek nakon osamostaljenja. U kasnoj se je životnoj dobi vratila kazalištu, glumeći po crkvenim priredbama. Iz suserta s hrvatskim kazalištarcem Hećimovićem nastala je knjiga s njenim zapamćenjima, Hećimovićevim ogledom te brojnim fotografijama.
Dragica je imala sestru Veru također je ostvarila zapaženu glumačku karijeru na hrvatskoj kazališnoj pozornici.